# Katharma matilei
Katharma matilei là một loài ruồi trong họ Asilidae. Katharma matilei được Menier & Tsacas miêu tả năm 2001. Loài này phân bố ở vùng nhiệt đới châu Phi.